# Duanzhou
Duanzhou är ett stadsdistrikt och säte för stadsfullmäktige i staden Zhaoqing på prefekturnivå i provinsen Guangdong i sydöstra Kina.
Duanzhou är indelat i fyra stadsdelsdistrikt (jiedao).
- Chengdong (城东街道)
- Chengxi (城西街道)
- Huanggang (黄岗街道)
- Mugang (睦岗街道)